# Like That (Future, Metro Boomin e Kendrick Lamar)
Like That è un singolo del rapper statunitense Future, del produttore discografico statunitense Metro Boomin e del rapper statunitense Kendrick Lamar, pubblicato il 26 marzo 2024 come terzo estratto dall'album in studio collaborativo di Future e Metro Boomin We Don't Trust You.
Il singolo ha velocemente ricevuto enormi attenzioni mediatiche a causa di un dissing di Kendrick Lamar nei confronti di Drake e J. Cole, i quali (in particolar modo Drake) avevano già scambiato dissing subliminali sia con Lamar che con Future e Metro Boomin in passato. La strofa di Lamar ha scaturito una cosiddetta "guerra civile" nella scena hip-hop nei mesi seguenti che ha visto protagonisti diversi artisti.
Il 21 aprile 2024 è stato pubblicato un remix del brano omettente la strofa di Kendrick Lamar ma contenente una nuova strofa di Future e la partecipazione di Kanye West e Ty Dolla Sign, nonché un altro dissing rivolto a Drake e J. Cole da parte di West. Il brano è stato reso disponibile esclusivamente su YouTube e sul sito web di West.

## Antefatti
Durante il corso del 2023, Metro Boomin aveva avuto una serie di discussioni indirette con Drake, che aveva chiamato il produttore un "tweet-and-deleter" (cancellatore di tweet) dopo che quest'ultimo aveva criticato le numerose vincite di vari premi dell'album di Drake e 21 Savage Her Loss al posto di quello di Metro Heroes & Villains. Tuttavia in seguito Metro aveva affermato attraverso un altro tweet che fra i due non ci fosse nessun beef e dicendo che la situazione non fosse "affatto profonda". Inoltre nel brano di Drake in collaborazione con J. Cole First Person Shooter, contenuto nell'album di For All the Dogs pubblicato a ottobre 2023, Cole aveva nominato Kendrick Lamar, includendolo nel "big three del rap" insieme a Drake e lui stesso e auto dichiarandosi il miglior MC al mondo, paragonandosi a Muhammad Ali.

## Descrizione
Il brano, scritto dagli interpreti e prodotto da Metro Boomin, presenta una produzione tipicamente trap definita "dinamica" con "rapide percussioni tipicamente Southern" e bassline "minacciose" e contiene campionamenti di Everlasting Bass di Rodney-O & Joe Cooley e Eazy-Duz-It di Eazy-E. Rodney-O ha raccontato di essere stato contattato da Metro Boomin attraverso la sua etichetta discografica per ottenere il permesso per campionare il brano e di avere approvato prima di ascoltare la versione con la strofa di Kendrick Lamar.
Durante la sua strofa, Lamar ha risposto ai presunti sneak dissing di Drake e J. Cole, rifiutando la definizione di Cole di "big three" e affermando che il migliore fosse unicamente lui stesso. Ha inoltre risposto all'auto paragone di Drake a Michael Jackson dicendo che "Prince ha vissuto più a lungo di Mike Jack' [Michael Jackson]", comparando quindi il rapporto fra lui e Drake alla presunta faida fra Prince e Michael Jackson. Infine, Lamar ha citato il romanzo di Stephen King Pet Sematary (ovvero il cimitero degli animali in italiano), riferendosi al titolo dell'ultimo progetto di Drake For All the Dogs.

## Accoglienza
Angel Diaz di Billboard ha descritto il brano come "l'hip hop alla sua forma più pura" e "la tesi dell'album", piazzandola alla terza posizione nella classifica dei migliori brani di We Don't Trust You. Carl Lamarre di Billboard ha definito l'apparizione di Kendrick Lamar "velenosa" e ha definito la sua strofa come "esplosiva".
Alexander Cole di HotNewHipHop ha lodato la produzione di Metro Boomin, classificando il beat del brano primo fra tutti quelli dell'album e definendolo "perfetto per Future, che scivola sulla traccia dall'inizio alla fine".
Dylan Greene di Pitchfork ha invece affermato che "è l'ospite Kendrick Lamar a fornire il momento di spettacolo della canzone, lasciando da parte l'inquietudine terapeutica di Mr. Morale & the Big Steppers del 2022 a favore di dissing direttamente ai contemporanei J. Cole e Drake dopo anni di subliminali."

## Risposte
J. Cole ha risposto al dissing di Kendrick Lamar nel brano 7 Minute Drill, pubblicato a sorpresa il 5 aprile 2024 come traccia di chiusura del suo mixtape Might Delete Later. Due giorni dopo, J. Cole si è scusato pubblicamente con Kendrick Lamar durante un'esibizione al Dreamville Fest e in seguito ha cancellato 7 Minute Drill dalle piattaforme di streaming.
La risposta di Drake è arrivata il 19 aprile, quando il rapper canadese ha pubblicato il singolo Push Ups, che era già trapelato in rete nei giorni precedenti, nel quale sono presenti dissing a Kendrick Lamar e al suo manager, a Future, a Metro Boomin, a Rick Ross e a J. Cole. Inoltre, poche ore dopo Drake ha pubblicato su Instagram un'altra diss track a Kendrick Lamar, con l'aggiunta di strofe cantate, attraverso l'intelligenza artificiale, dalle voci di Tupac Shakur e Snoop Dogg, intitolata Taylor Made.

## Remix
Like That Remix è un singolo promozionale del superduo statunitense ¥$ (composto dal rapper Kanye West e dal cantautore Ty Dolla Sign), del rapper statunitense Future e del produttore discografico statunitense Metro Boomin, pubblicato il 21 aprile 2024 esclusivamente sul canale YouTube di West e sul suo sito web ufficiale Yeezy.com.
Il 19 aprile, il conduttore radiofonico Adam22 ha affermato di essere in possesso di un remix di Like That contenente una strofa di Kanye West. Il giorno seguente, West è apparso in un episodio del podcast The Download di Justin Laboy, durante la quale ha fatto ascoltare in anteprima uno snippet del remix, nel quale erano presenti evidenti dissing nei confronti di J. Cole e Drake, con i quali West aveva già avuto diverbi in passato. Nello snippet peraltro era presente una nuova strofa di Future, mentre era stato rimossa quella di Kendrick Lamar. West si era già espresso sul dissing nelle settimane precedenti con un post su Instagram, nel quale aveva affermato di essere superiore sia a Drake che a Kendrick Lamar.
Nel brano, che si apre con un coro cantato dagli ultras della Curva Nord dell'Inter, West ha dissato J. Cole affermando che "per scacciare le ragazze bastasse mettere la sua musica" e Drake affermando che "non riuscisse nemmeno a pensare a una sua barra" e dicendogli di "servire il suo proprietario", riferendosi al fatto che Drake avesse firmato un contratto a vita con lo Universal Music Group, mentre dal 2023 West pubblica musica indipendentemente e affermando poi in un'intervista che il CEO dello UMG Lucien Grainge fosse il suo "rich baby daddy", riferendosi all'omonimo singolo di Drake.

## Successo commerciale
Nella sua prima settimana di disponibilità, Like That ha ricevuto oltre 91 000 000 ascolti complessivi sulle principali piattaforme di streaming, debuttando alla prima posizione della Billboard Global 200. Di questi oltre 59 600 000 sono arrivati dagli Stati Uniti, rendendo il brano il miglior debuttante sulle piattaforme di streaming nel paese da Anti-Hero di Taylor Swift, che nel 2022 aveva ottenuto 59 700 000 ascolti nella sua prima settimana, e il brano hip hop con più ascolti in una settimana da Way 2 Sexy di Drake, Future e Young Thug, che nel 2021 ne aveva ottenuti oltre 67 300 000.
Oltre agli streaming, nella sua prima settimana in madrepatria il brano ha venduto oltre 9 000 copie digitali e ha ottenuto una audience radiofonica di oltre 5,6 milioni di persone, debuttando alla prima posizione della Billboard Hot 100 e diventando così la terza numero uno per Future, dopo Way 2 Sexy e Wait for U, e per Kendrick Lamar, dopo Humble e Bad Blood e la prima come artista accreditato per Metro Boomin, che aveva già prodotto due singoli che avevano raggiunto la vetta della classifica: Bad and Boujee dei Migos e Lil Uzi Vert e Heartless di The Weeknd. Il brano ha mantenuto la prima posizione per altre due settimane, diventando il primo brano a mantenere la vetta per molteplici settimane per tutti e tre gli artisti.

## Classifiche

### Classifiche settimanali
| Classifica (2024)   | Posizione massima |
| ------------------- | ----------------- |
| Arabia Saudita      | 2                 |
| Australia           | 8                 |
| Austria             | 18                |
| Canada              | 1                 |
| Croazia             | 23                |
| Danimarca           | 21                |
| Egitto              | 17                |
| Emirati Arabi Uniti | 2                 |
| Finlandia           | 32                |
| Francia             | 66                |
| Germania            | 65                |
| Grecia              | 1                 |
| Irlanda             | 10                |
| Islanda             | 3                 |
| Israele             | 41                |
| Italia              | 76                |
| Lettonia            | 4                 |
| Lituania            | 8                 |
| Lussemburgo         | 5                 |
| Medio Oriente       | 1                 |
| Nordafrica          | 5                 |
| Norvegia            | 13                |
| Nuova Zelanda       | 2                 |
| Paesi Bassi         | 31                |
| Panama              | 133               |
| Polonia             | 24                |
| Portogallo          | 11                |
| Regno Unito         | 6                 |
| Repubblica Ceca     | 23                |
| Singapore           | 22                |
| Slovacchia          | 13                |
| Stati Uniti         | 1                 |
| Sudafrica           | 2                 |
| Svezia              | 46                |
| Svizzera            | 6                 |
| Ungheria            | 23                |

### Classifiche di fine anno
| Classifica (2024) | Posizione |
| ----------------- | --------- |
| Australia         | 79        |
| Canada            | 32        |
| Islanda           | 34        |
| Nuova Zelanda     | 40        |
| Stati Uniti       | 14        |